# Nosotros los Nobles
Nosotros los Nobles è un film messicano del 2013 diretto da Gary Alazraki e scritto dagli sceneggiatori Adrián Zurita e Patricio Saiz. La trama si ispira al film Il grande teschio di Luis Buñuel. È stato l'ultimo film interpretato da Gonzalo Vega.

## Trama
A Città del Messico, Germán Noble, un grande uomo d'affari con un notevole patrimonio rimasto vedovo di Beatriz, non si rende conto che i suoi figli non stanno facendo nulla della loro vita. Germán pensa che siano tristi e depressi per la morte di Beatriz. I tre figli vengono tagliati fuori dal patrimonio di famiglia e saranno costretti a trovarsi un lavoro.

## Accoglienza
È stato uno dei film con il maggior numero di spettatori in Messico e in America Latina secondo il Mexican Institute of Cinematography, con 7 milioni di spettatori, e il secondo maggior incasso, con ricavi di 327,52 milioni di pesos messicani.

## Distribuzione
Il film è stato distribuito in download digitale il 5 luglio del 2013, e su DVD e Blu-Ray, il 19 luglio dello stesso anno.

## Remake
Il film ha visto due remake, uno italiano del 2015 intitolato Belli di papà, uno francese del 2021 intitolato I viziati.